# Кучияк, Павел Васильевич
Па́вел Васи́льевич Кучия́к (5 (17) марта 1897 — 2 июля 1943) — алтайский поэт и драматург. Считается зачинателем алтайской советской литературы.

## Биография
Павел Васильевич Кучияк родился 5/17 марта 1897 года в Куюмской долине (ныне Республика Алтай) в семье шамана. Два года учился в школе при православной духовной миссии. После революции обучался в Коммунистическом университете трудящихся Востока (Москва).
После окончания Коммунистического университета вернулся в Ойрот-Туру.

## Творчество
Первая поэма Кучияка, «Арбачи», была опубликована в 1933 году. Он записывал фольклор за Н. Улагашевым и переводил его на русский язык. В 1932 году Кучияком была создана первая в алтайской литературе пьеса: «Борьба». Всего им было написано шесть пьес. Среди них выделяется «Чейнеш» (1938) о Гражданской войне на Алтае. Эти пьесы стали основой алтайского национального театра. Также Кучияк является автором ряда рассказов, стихов, переводов.

## Память

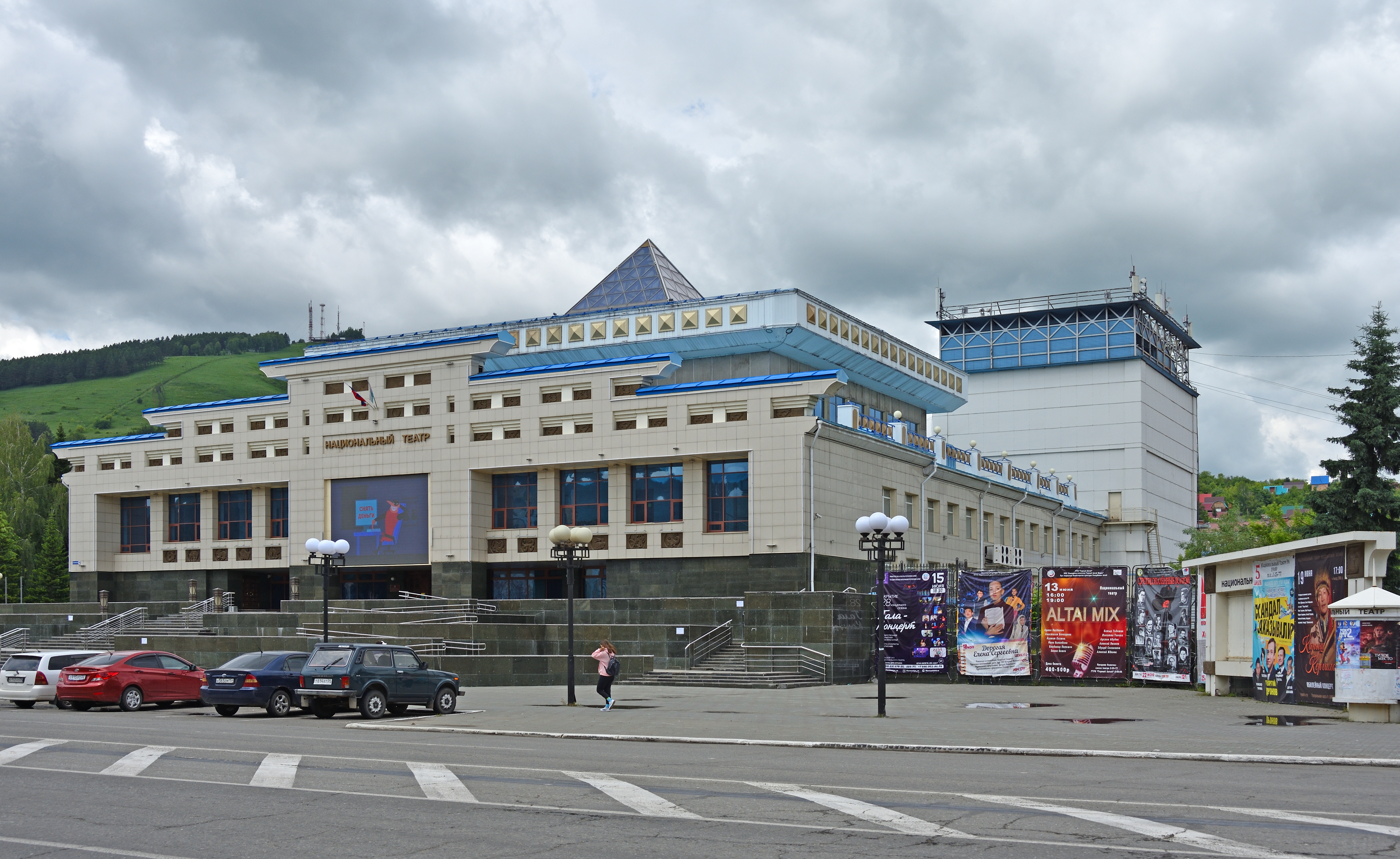
Национальный драматический театр имени П.В. Кучияк

- В честь П. В. Кучияка в марте 1957 года названа улица в Горно-Алтайске, на которой он жил несколько лет.
- Имя писателя и драматурга с 20 октября 1982 года носит Национальный театр Республики Алтай в Горно-Алтайске.